# Memorial Philippe Van Coningsloo
O Memorial Philippe Van Coningsloo é uma corrida ciclista de uma única etapa que se disputa anualmente na Bélgica. Disputa-se durante o mês de junho entre Wavre (Brabante Valão) e Bonheiden (Antuérpia). Seu nome homenageia a Philippe Van Coningsloo um ciclista belga amador falecido em corrida em 1992.
Começou-se a disputar em 1993. Desde a criação dos Circuitos Continentais UCI em 2005 faz parte do UCI Europe Tour, dentro da categoria 1.2 (última categoria do profissionalismo).

## Palmarés

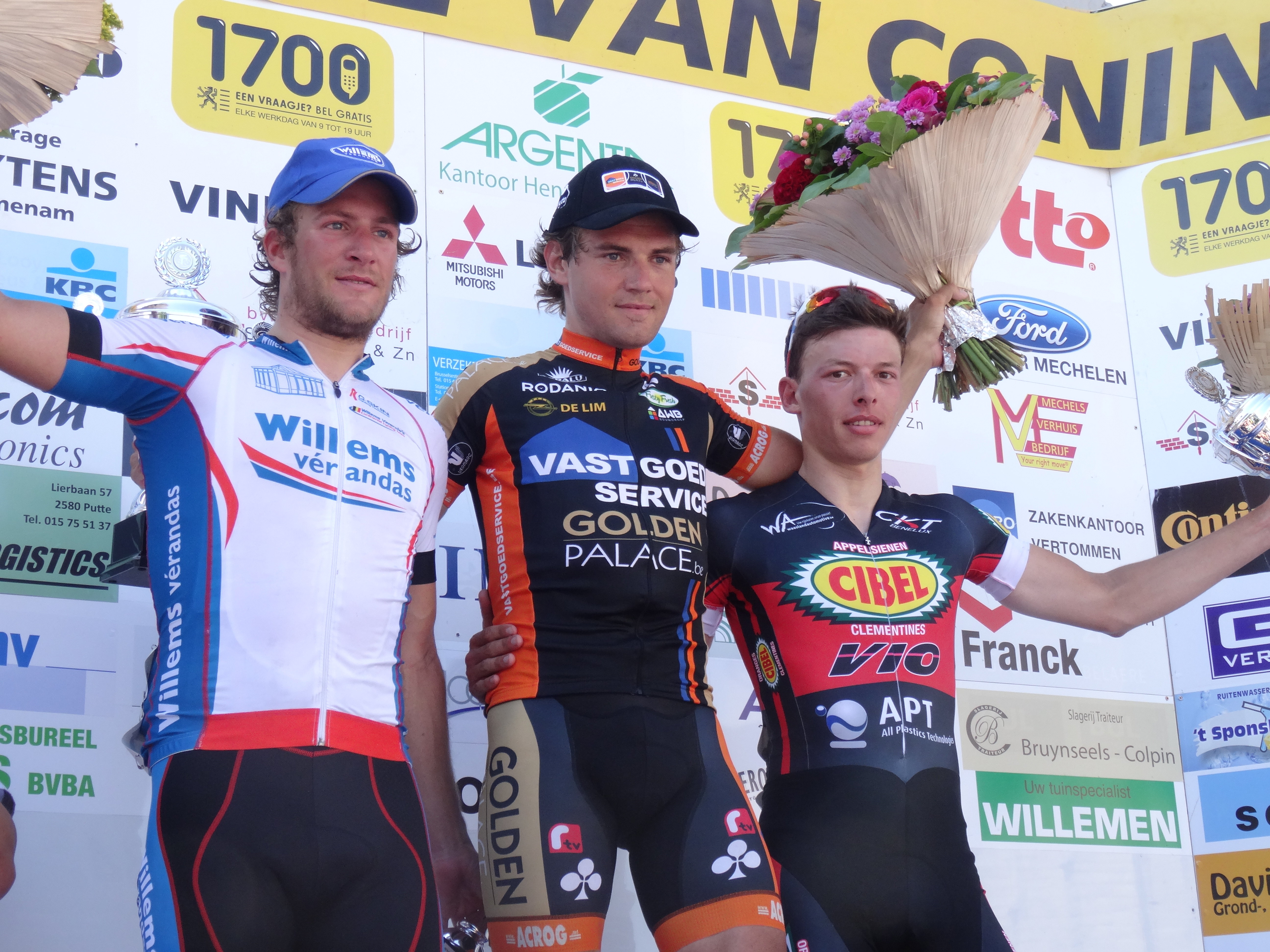
2014 : Nicolas Vereecken (2e), Rob Ruijgh (1) & Oliver Naesen (3)

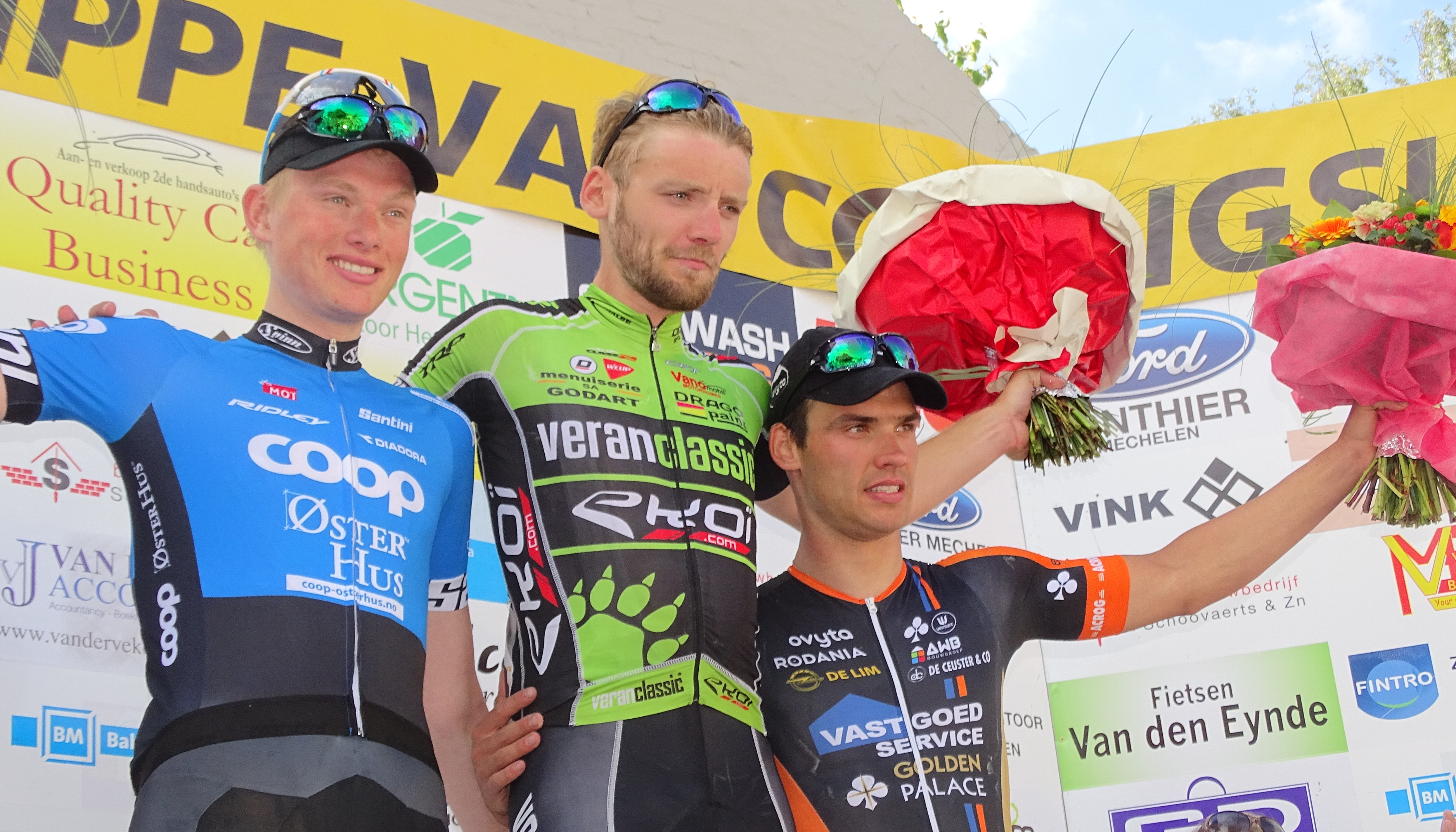
2015 : Fredrik Strand Galta (2e), Robin Stenuit (1) & Timothy Stevens (3)

| Ano  | Ganhador             | Segundo                | Terceiro                |
| ---- | -------------------- | ---------------------- | ----------------------- |
| 1993 | Gert Van Brabant     | Walter Van Den Branden | Pierre Mortier          |
| 1994 | Koen Heremans        | Peter Willemsens       | Johnny Macharis         |
| 1995 | Pascal Triebel       | Jurgen Van Roosbroeck  | Kristof Trouve          |
| 1996 | Romeo Hernandez      | Juris Silovs           | Romāns Vainšteins       |
| 1997 | Geert Verdeyen       | Marc Patry             | Steven Van Aken         |
| 1998 | Gianni Rivera        | Peter Van Hoof         | Dirk Aernouts           |
| 1999 | Raimondas Vilčinskas | Saulius Ruskys         | David Willemsens        |
| 2000 | Gert Claes           | Yoeri Beyens           | Koen Heremans           |
| 2001 | David Meys           | Sébastien Rosseler     | Pieter Uytterhoeven     |
| 2002 | Peter Van Agtmaal    | Bart De Spiegelaere    | Kevin Van Der Slagmolen |
| 2003 | Frederik Veuchelen   | Pieter Uytterhoeven    | Nico Indekeu            |
| 2004 | Bart Heirewegh       | Davy Daniels           | Maxim Iglinskiy         |
| 2005 | Hans Dekkers         | William Grosdent       | Maxime Vantomme         |
| 2006 | Kevin Maene          | Huub Duyn              | Bjorn Coomans           |
| 2007 | Frederiek Nolf       | Ken Vanmarcke          | Christof Van Heerden    |
| 2008 | Stijn Joseph         | Jonathan Henrion       | Kevin Peeters           |
| 2009 | Gediminas Bagdonas   | Sven Nevens            | Evert Verbist           |
| 2010 | Dries Hollanders     | Olivier Pardini        | Kévin Van Melsen        |
| 2011 | Andrew Fenn          | Dries Depoorter        | Alphonse Vermote        |
| 2012 | Gediminas Bagdonas   | Benjamin Verraes       | Stan Godrie             |
| 2013 | Michael Vink         | Petr Vakoč             | Nicolas Vereecken       |
| 2014 | Rob Ruijgh           | Nicolas Vereecken      | Oliver Naesen           |
| 2015 | Robin Stenuit        | Fredrik Strand Galta   | Timothy Stevens         |
| 2016 | Timothy Dupont       | Enzo Wouters           | Rob Leemans             |
| 2017 | Yves Coolen          | Stijn De Bock          | Ross Lamb               |
| 2018 | Gustav Höög          | Nathan Draper          | Jacques Sauvagnargues   |
| 2019 | Gerben Thijssen      | Rory Townsend          | Charles Page            |

## Palmarés por países
| País          | Vitórias |
| ------------- | -------- |
| Bélgica       | 17       |
| Lituânia      | 3        |
| Países Baixos | 3        |
| Luxemburgo    | 1        |
| Reino Unido   | 1        |
| Nova Zelândia | 1        |
| Suécia        | 1        |